# Vildé-la-Marine
Vildé-la-Marine est une localité littorale du nord de l'Ille-et-Vilaine, sur le territoire de la commune de Hirel.

## Historique
La paroisse faisait partie du doyenné de Dol relevant de l'évêché de Dol et était sous le vocable de Saint-Jacques[Lequel ?].
Elle a été érigée en commune en 1790. Le 18 floréal an II (7 mai 1794), elle a été absorbée par la commune d'Hirel dont elle est une section de commune. Une demande de re-création en commune distincte a été soumise au conseil général d'Ille-et-Vilaine en 1908 qui la rejette car cela ne relève pas de sa compétence.
L'église Saint-Louis de Vildé-la-Marine se trouve au centre du bourg.

## Lieux et monuments

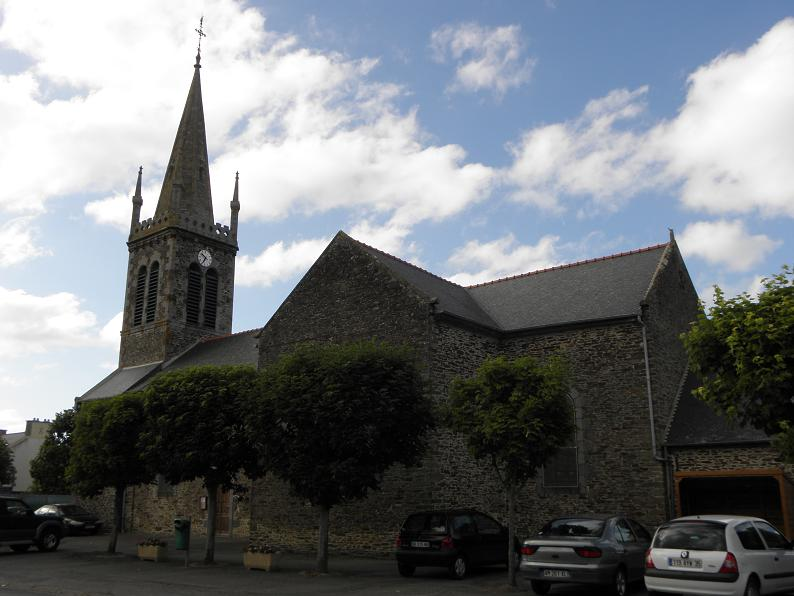
L'église Saint-Louis de Vildé-la-Marine.

L'église paroissiale Saint-Louis de Vildé-la-Marine est l'œuvre de l'architecte malouin Jean-Gabriel Frangeul (corps des édifices) et de son fils Alfred-Louis Frangeul (tours et massifs occidentaux). Elle a été réalisée en deux temps : 1855 puis 1870.
- Église Saint-Louis de Vildé-la-Marine[4].

Au milieu du 19e siècle, l'architecte malouin Jean-Gabriel Frangeul reconstruit l'église Saint-Louis démolie en 1793. Le mobilier très simple, et dont on peut souligner l'homogénéité, est le fruit de deux campagnes principales.
Pendant la première, vers 1850, apparaissent les autels secondaires de style néoclassique, œuvres d'artisans locaux, et la très belle chaire, dont les panneaux galbés sont recouverts d'un placage d'orme et dont Frangeul fournit probablement le dessin à deux menuisiers du pays : J. M. Bunel et J. Lemercier, qui travaillent sous la direction du recteur. L'ensemble des bancs de chêne, réalisé peu après, est encore conservé, de même qu'une partie de la clôture du sanctuaire qui reprend, à presque 50 ans d'intervalle, le dessin de celle de Saint-Étienne de Rennes (1819).
Vers 1890, alors qu'il dirige les travaux de restauration des autels, l'architecte diocésain Arthur Regnault, fidèle à son habitude de conserver et de mettre en valeur le mobilier en place, donne au sculpteur Pierre Aubert, de Romillé, le dessin des retables latéraux, dans le style néo-Renaissance. Dans le même temps, Aubert construit le « panneau supérieur » du retable du maître-autel : c'est donc sa main que l'on pourrait voir[style à revoir] dans le second niveau et dans le décor des parties basses dont les chutes de fleurs vigoureuses s'opposent au reste de la sculpture de l'autel et du tabernacle, plus plate et maladroite. Dans les niches des retables, sont disposées des statues saint-sulpiciennes sorties de l'atelier de Raffl, dont se distingue celle de Notre-Dame des Victoires, remise à l'honneur à cette date. En 1900, un ensemble de verrières décoratives est mis en place par le maître verrier angevin Jean Clemens.
Face à l'entrée sud, la statue en bois de saint Louis, de bonne facture, est traitée dans l'esprit du 17e siècle : il porte la couronne d'épines, la main de justice et un manteau semé de fleurs de lys ; la présence à son cou du collier de l'ordre de Saint-Michel, rétabli de 1815 à 1830, pourrait consolider l'hypothèse de datation vers 1820.
Lors de cette enquête, il n'a été ouvert aucun dossier sur les cloches. Par convention, on considère[style à revoir] que l'église est orientée est-ouest ; les verrières sont numérotées impaires au nord, paires au sud, en commençant par l'est.